# Haploperla fleeki
Haploperla fleeki är en bäcksländeart som beskrevs av Kirchner och Boris C. Kondratieff 2005. Haploperla fleeki ingår i släktet Haploperla och familjen blekbäcksländor. Inga underarter finns listade i Catalogue of Life.